# Ključ na Sani
Ključ na Sani ili ključka tvrđava smještena je na uzduženoj kosi na visokim stijenama koje dominiraju nad dolinom rijeke Sane i ključkom okolinom. Ranije je tu bio položaj omanjeg antičkog (rimskog) utvrđenja.
Kompleks tvrđave sastoji se od tri dijela spojena zidinama: grad s podgrađem, tabor i ljubica (lubica). Najstarije jezgro je grad s podgrađem, koji je s prilazne sjeverne strane zaštićen visokim bedemom. Tabori su po današnjem izgledu dograđeni u Osmanlijsko doba. Ljubica je isturena kula koja je podignuta kao bočna zaštita jezgra tvrđave (tj. grada).
Ključka tvrđava je središte župe Banica. Tvrđava je kontrolirala promet dolinom Sane, koja je povezivala Pounje s dolinama Plive i Vrbasa. Prvi spomen tvrđave vezan je za njegove vlasnike Hrvatiniće 1322. godine. Tvrđava je pripadala Vukoslavu Hrvatiniću pa njegovom sinu Vlatku Vukoslaviću. Vlatko je 1364. tvrđavu ustupio ugarskom vladaru Ludoviku Anžujskom u zamjenu za posjede u Ugarskoj. Poslije smrti Ludovika 1382., Ključ je ponovo u vlasti Hrvatinića, tada Hrvoja Vukčića Hrvatinića, glavnog predstavnika tog roda. Poslije je Ključ pripao unucima Hrvojevog brata župana Dragiše Vukčića.
Ključ je tvrđava u kojoj je bio prije zarobljavanja smješten posljednji bosanski kralj Stjepan Tomašević 1463. godine. Slika Ključa očuvana je na graviri u putopisu Benedikta Kuripešića iz 1530. godine.
Komisija za očuvanje nacionalnih spomenika BiH proglasila je graditeljsku cjelinu - Stari grad Ključ u Ključu nacionalnim spomenikom BiH 12. svibnja 2003. godine.